# Хоккайдо-сінкансен
Хоккайдо-сінкансен — сінкансен-лінія високошвидкісних залізниць в Японії, між Аоморі (острів Хонсю) і Хоккайдо (острів Хоккайдо) через тунель Сейкан. Будівництво розпочалося в травні 2005 року, ділянка від Сін-Аоморі до Сін-Хакодате відкрилася 26 березня 2016 року. Лінію до станції Саппоро планується відкрити до березня 2031. Лінія знаходиться під управлінням Hokkaido Railway Company (JR Hokkaido).
Тохоку і Хоккайдо-Сінкансен розраховують, що здійснюватимуть перевезення зі швидкістю до 360 км/год. Очікуваний час поїздки з Токіо в Саппоро оголошено як 3 год. 57 хв.
Тунель Сейкан і під'їзні колії до нього (приблизно 82 км) мають суміщену колію — 1435 мм та 1067 мм

## Станції

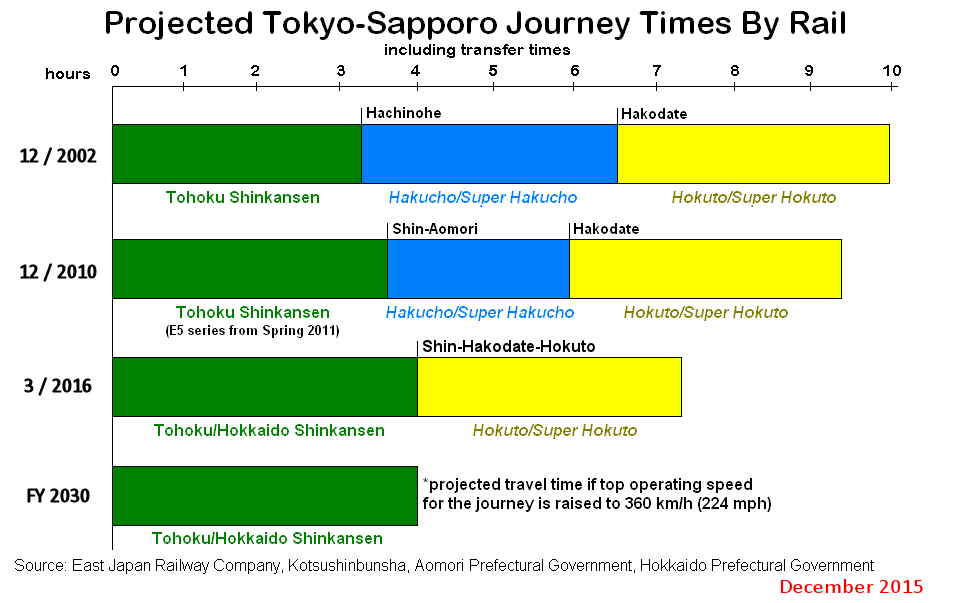
Діаграма, що показує можливий час поїздки між Токіо і Саппоро

| Станція                       | Японська назва                | Відстань (км)                 | Пересадка                                                                     | Відстань                      | Відстань                      |
| Дільниця, відкрита 26.03.2016 | Дільниця, відкрита 26.03.2016 | Дільниця, відкрита 26.03.2016 | Дільниця, відкрита 26.03.2016                                                 | Дільниця, відкрита 26.03.2016 | Дільниця, відкрита 26.03.2016 |
| ----------------------------- | ----------------------------- | ----------------------------- | ----------------------------------------------------------------------------- | ----------------------------- | ----------------------------- |
| Сін-Аоморі                    | 新青森                        | 0                             | Головна лінія Оу, Тохоку-сінкансен                                            | Аоморі                        | префектура Аоморі             |
| Окуцугару-Імабецу             | 奥津軽いまべつ                | 38.5                          | Лінія Цугару (Цугару-Футамата)                                                | Імабецу                       | префектура Аоморі             |
| Тунель Сейкан                 |                               |                               |                                                                               |                               |                               |
| Кіконай                       | 木古内                        | 113.3                         | Лінія Ісарібі                                                                 | Кіконай                       | префектура Хоккайдо           |
| Сін-Хакодате-Хокуто           | 新函館北斗                    | 148.9                         | Головна лінія Хакодате                                                        | Хокуто                        | префектура Хоккайдо           |
| Планується                    |                               |                               |                                                                               |                               |                               |
| Сін-Хакодате-Хокуто           | 新函館北斗                    | 148.9                         |                                                                               | Хокуто                        | префектура Хоккайдо           |
| Сін-Якумо                     | 新八雲                        | 203.0                         |                                                                               | Якумо                         | префектура Хоккайдо           |
| Осяманбе                      | 長万部                        | 236.1                         | Головна лінія Хакодате, Головна лінія Муроран                                 | Осяманбе                      | префектура Хоккайдо           |
| Куттян                        | 倶知安                        | 290.2                         | Головна лінія Хакодате                                                        | Куттян                        | префектура Хоккайдо           |
| Сін-Отару                     | 新小樽                        | 328.2                         |                                                                               | Отару                         | префектура Хоккайдо           |
| Саппоро                       | 札幌                          | 360.2                         | Лінія Тітосе, Головна лінія Хакодате, Лінія Сассьо, Лінія Намбоку, Лінія Тохо | Саппоро                       | префектура Хоккайдо           |